# Kinyongia tavetana
Kinyongia tavetana är en ödleart som beskrevs av  Franz Steindachner 1891. Kinyongia tavetana ingår i släktet Kinyongia och familjen kameleonter.

## Underarter
Arten delas in i följande underarter:
- K. t. tavetanum
- K. t. boehmei